# Грин, Гамильтон
Гамильтон Белал Грин (англ. Hamilton Belal Green; род. 9 ноября 1934, Джорджтаун, Гайана), премьер-министр Гайаны с 6 августа 1985 по 9 октября 1992 года.
В 1993 году Грин сформировал свою собственную партию Форум за демократию.
Грин являлся также мэром Джорджтауна. В 2003 году он был одним из высокопоставленных людей, участвовавших в Саммите мировых лидеров, организованном Мун Сон Мёном. Он является членом Председательствующего совета Федерации за всеобщий мир.